# César Zama
Aristides César Spínola Zama, nome completo de César Zama, (Caetité, 19 de novembro de 1837 — Salvador, 20 de outubro de 1906) foi um médico, político e escritor brasileiro. Exerceu o mandato de deputado federal constituinte pela Bahia em 1891.

## Biografia

### Um drama fatal
A rica família Spinola, no município de Caetité, veio a legar diversos expoentes para o Brasil, como Anísio Teixeira, Aristides Spínola, dentre outros. Tendo a D. Rita de Sousa Spínola Soriano se casado em segundas núpcias com o médico italiano Cesare Zama, natural da cidade de Faenza, região norte da Itália (que teria vindo para o Brasil junto ao colega Libero Badarò), teve com este um único filho: Aristides César Spínola Zama.
Iracundo e galanteador, o médico Aristide Cesare Zama veio logo a granjear inimigos. Mas foi um seu escravo de nome Antônio que, após um castigo, apoderou-se da arma do senhor e, quando este atendia um chamado, assassinou-o. Era o ano de 1840 e tinha César Zama dois anos de idade. Pelo crime foi acusado um carpinteiro, de nome Fiúza, que faleceu em face das torturas recebidas no cárcere. Descoberto o verdadeiro autor, este foi enforcado pelo crime - mas já a revolta havia se instalado na cidade, e foi destruível não somente a forca, mas ainda o pelourinho.
Muda-se D. Rita com os filhos dos dois casamentos para as Lavras Diamantinas (Lençóis), e César Zama é enviado para estudar em Salvador.

### A Guerra do Paraguai
Cursando o quarto ano da Faculdade de Medicina da Bahia, serve Zama nos hospitais de sangue da Guerra do Paraguai, onde enceta a campanha para que também os quartanistas gozassem da promessa de receber o diploma, depois do serviço militar voluntário, tal como havia prometido o Imperador aos quintanistas. Foi sua primeira vitória.

### Lutas políticas - O verbo inflamado de Zama
César Zama torna-se um dos deputados mais atuantes no Império, tendo sido deputado federal entre 1878 e 1889. Cerra fileiras entre os abolicionistas e republicanos, em célebres debates que acendiam os ânimos, e demonstravam sua presença de espírito:
Desafiado pelo deputado escravocrata mineiro Valadares, que repudiava seus argumentos em prol da abolição, dizendo-lhe:"Vossa Excelência é médico, então fala com a jurisprudência da medicina", Zama respondeu:
"Não. Falo com a jurisprudência do Cristo, que pregava serem todos os homens iguais, e como quem tem no escravo um seu semelhante".
Proclamada a República, e atuando despoticamente o Marechal Floriano, Zama por diversas vezes o confronta, tendo sido deputado federal constituinte da Bahia em 1890 e novamente deputado federal empossado em 1894. Torna-se, por conta disto, ferrenho adversário de Rui Barbosa, a quem denuncia como o grande responsável por crimes contra a nação e povo brasileiro, a exemplo do encilhamento, do voto censitário e da Guerra de Canudos.
Passa a frequentar o Congresso fardado, pois conquistara a patente de coronel - e assim confrontar aquele que passou à História do Brasil como o "Marechal de Ferro".
A inimizade de Rui valeu-lhe bem mais que o discurso "O Jogador", ou a "Resposta a César Zama", bem como a referência irônica de Machado de Assis, solidário a Rui: este transformou a eleição para o Senado, a que concorria, e de Zama para a Câmara, em verdadeiro plebiscito, forçando a Bahia a optar entre os dois. Venceu aquele que veio a se tornar o grande nome do Direito no Brasil.
Antes disto, em 1894, Zama fizera o povo da Capital Baiana cercar a residência do Governador José Gonçalves da Silva, nomeado pela ditadura que se instalara com a República - pois este emprestara seu apoio ao fechamento do Congresso. Após verdadeira batalha, Gonçalves renuncia, e a ditadura recrudesce.

#### Voto Feminino
É apontado como o pioneiro na busca pelo direito das mulheres nacionais ao voto, pauta que defendeu durante a elaboração da primeira constituição republicana brasileira, em 1890, tendo no ano seguinte assinado com mais 30 congressistas emenda visando garantir este sufrágio, que no entanto não foi aprovada. Apontou que assim que o voto feminino fosse aprovado na Europa, seria aprovado no Brasil, devido ao "nosso fraco pela imitação."

### Carreira literária
Afastado de seu mandato, dedica-se o tribuno à pena. Escreve em jornais da Bahia e do Rio de Janeiro, quer para lecionar o latim, quer para expressar suas denúncias. Ente 1890 e 1893, foi redator-chefe e proprietário do Pequeno Jornal, diário publicado na capital da Bahia.
Foi assim que, já sem mandato, publica o volume Libelo Republicano acompanhado de comentários sobre a campanha de Canudos  o primeiro livro no Brasil a denunciar o massacre da Guerra de Canudos como "o requinte da perversidade humana", uma guerra onde a instituição criada para defender o povo brasileiro era enviada para assassinar este mesmo povo - como descreve. Publicado em 1899, menos de um ano após o término das batalhas contra o Conselheiro, ali também reúne escritos contra os desmandos que Rui Barbosa capitaneava à frente da economia, além de outros desvios que então se praticavam.
Mas foi como historiador que Zama teve maior reconhecimento. Desta sua faceta, declarou Pedro Celestino da Silva, que tinha "intuição do passado". Suas principais obras foram:
- Os Três Grandes Oradores da Antiguidade
- Os Três Grandes Capitães da Antiguidade

## Citações
Algumas frases de Zama:
- “Loucos sempre existiram e existirão: como tal sou qualificado pelos adversários… Felizmente já estou velho e não tardará que encontre no túmulo o esquecimento dos vivos…”
- “Bella matribus detestada! Flagelo horrível da humanidade, que a civilização moderna ainda não conseguiu extirpar, maldita guerra! Que chega até a inverter a ordem e as leis da natureza!”
- “quem, como nós, porém, escreve, não uma apologia, mas a história real de um homem, é obrigado a dizer aquilo que em sua convicção é a verdade, luz sempiterna e divina, que todos devem procurar ver.”
- "Acatamos as leis do país, e ainda mais as leis morais, que, por não serem escritas, não absolvem todavia os seus transgressores da reprovação geral. Se nos submetemos aos abusos, que diariamente se multiplicam entre nós, é porque não temos meios e recursos para reagir contra os seus autores; nunca, porém, abdicaremos o último dos direitos dos vencidos – o de protestar com energia contra os demolidores da pátria e da república".
- "Deus fez-nos racional e pensante; exercemos um direito inerente à nossa natureza. Só os vermes toleram ser calcados aos pés sem protestarem."

## Homenagens
César Zama é nome de rua em Salvador. No Rio de Janeiro, uma avenida relembra sua figura e uma rua em sua homenagem, no bairro de Lins de Vasconcelos onde se encontra o Hospital Naval Marcílio Dias. Contrastando com o imponente Fórum Ruy Barbosa de Salvador, o maior fórum da Bahia fora da capital, na sua terra natal Caetité, tem o nome de César Zama.